# جامع طهران
جامع طهران هو أقدم مسجد في طهران، مع أقدم شبستان، أكثر من ألف سنة، وكما هو معروف باسم مسجد عتيق.